# Phyllopsora albicans
Phyllopsora albicans är en lavart som beskrevs av Müll. Arg. Phyllopsora albicans ingår i släktet Phyllopsora och familjen Ramalinaceae.   Inga underarter finns listade i Catalogue of Life.